# 중흥산성
중흥산성(中興山城)은 고려 시대에 삼각산 현재의 북한산에 쌓은 성이다. 우왕 13년(1387)에 증축한 것으로 기록되어 있으며, 이를 활용해 조선 시대에 북한산성을 쌓은 것으로 알려졌다. 중흥사(中興寺)를 중심으로 축성되었으며 현재의 중성문 안쪽으로 여전히 견고하게 축조된 축대가 잘 남아 있습니다. 이곳에는 적석사라는 사찰이 있었다는 기록도 전해지고 있다. 『고려사』의 삼각산 승가굴의 기록으로부터 기록에 가장 많이 나타나는 이름은 삼각산이다. 삼각산은 개성이 서울이었던 고려시대 북쪽에서 바라본 산모양 때문에 생긴 이름이다. 중흥사는 등안봉(登岸峯)아래 옛 석성인 중흥산성 남쪽에 자리하고 있었으며, 고려 말기 고승 보우(普愚)가 중수한 중흥산성의 중심 사찰이었다. 고려 현종은 즉위하기 전 목종에게 왕자가 없자 태조의 아들 욱(郁)의 직손으로 왕위 계승자가 되어 대량원군(大良院君)으로 있었다. 그런데 12세 때 경종의 태후였던 천추태후가 그를 없애고 김치양과의 사이에서 자기가 낳은 사생아를 옹립하고자 하였다. 목종에게 참소하여 개경에 있는 숭교사(崇敎寺)에 대량원군을 출가시켜 죽일 틈을 엿보았으나 뜻을 이루지 못하였다. 이어 삼각산 신혈사로 옮겼는데 진관대사가 본존불이 안치된 수미단 아래에 지하굴을 마련하여 대량원군을 숨겨 주어 천추태후가 보낸 자객으로부터 목숨을 구할 수가 있었다. 이에 3년 뒤 개경에 돌아와 목종에 이어 왕위에 오른 현종은 1011년에 신혈사 자리에 새가람을 세웠다고 한다. 지금도 경기도 일산이나 원당 등에서 서울쪽을 바라보면 인수봉·백운대·만경봉 세 봉우리가 삼각을 이루어 나란히 공중에 툭 튀어 나와 있는 모습을 쉽게 볼 수 있다. 이런 까닭에 이곳 북한산을 고려시대 이후 삼각산이라고 부른 것이다. 이 삼각산은 고려와 조선시대에 일반화된 이름이다.
임진왜란 때 왜군이 명나라 군대에 쫓겨 남하하자, 선조는 왜군의 재북상에 대비, 반격할 만한 거점을 찾았다. 당시 병조판서 이덕형이 삼각산 일대를 답사하고 『중흥산성간심서(中興山城看心書)』라는 보고서를 내었다. 여기에 '북한산'이란 이름이 자주 등장한다. 또 이 글에 "중흥의 형세는 참으로 하늘이 만든 험난한 곳입니다. 만일 여기에 성을 쌓으면 서울과는 표리가 되어 서로 호응할 수 있어 적이 비록 많은 군사로 침범해 와도 또한 우리를 어찌할 수 없을 것입니다"라고 되어 있어 북한산이 '中興'과 같은 의미로 사용되었음을 알 수 있다. 중흥은 북한산 안에 중흥사(中興寺)가 있고, 그 곳을 중흥동(中興洞)이라 하여 붙여진 이름일 것이다.
비봉의 진흥왕순수비에서 보듯이 북한산 일대는 삼국시대 중심 요새지로서 삼국 사이의 주요한 쟁탈 대상지였던 것이다. 백제때는 31년 초기부터 이곳을 횡악이라 불렀으며 고구려가 이곳을 475년 차지하고 503년까지 그대로 횡악이라고 불렀다. 신라는 553년 이곳을 차지하고 부아악이라 불렀다. 통일신라와 고려초에는 부아산으로 불리다가 성종 993년 이후 삼각산이란 명칭이 처음 등장한 이후 줄곧 삼각산으로 불러왔다.
고려시대에 들어와서도 북한산의 중요성은 여전하였다. 11세기 초 거란의 침입이 있자, 현종은 고려 태조의 재궁(임금의 관)을 양주(지금이 한양)에 있는 부아산(현 북한산) 향림사로 옮겨오고, 고종 19년(1232)에는 이곳에서 몽고군과의 격전이 있었다. 우왕 13년(1387)에는 왜구에 대한 방비책으로 최영장군을 보내어 노적봉을 중심으로 중흥산성을 수축하였다. 이때 최영장군이 머문 곳을 지금도 장군봉이라 부른다. 중흥사 왼편에 장군봉이 있다. 이 성은 조선 후기까지 중흥사 북쪽에 성문터와 더불어 남아 있었다. 또한 고려시대 서울지방에 남경이 설치되었다.

## 같이 보기
- 북한산
- 진흥왕순수비